# VP35
La proteïna VP35 és un cofactor de la polimerasa que té un paper essencial en la síntesi de l'RNA viral del virus de l'Ebola (EBOV) i en la supressió de la senyalització del sistema immunitari de les cèl·lules infectades per aquest mateix virus. La seva interacció amb diverses proteïnes implicades en la síntesi de l'RNA viral (com ara la LC8), fa que sigui considerada com una de les importants determinants de la virulència in vivo del virus de l'Ebola.

## Localització subcel·lular
VP35 es troba majoritàriament localitzada al virió, una partícula viral extracel·lular completament infecciosa.
També trobem VP35 al "Host Cytoplasm", és un component cel·lular que correspon al contingut d'una cèl·lula hoste sense la membrana plasmàtica i, a les cèl·lules eucariotes, envolta el nucli hoste.
En la següent imatge podem observar l'estructura del genoma del virus de l'Ebola, així com dels minigenomes monocistrònics i tetracistrònics. Les regions de codificació de la proteïna del virus de l'Ebola es mostren en quadres vermells (NP, VP35, VP30 i L), grocs (VP40 i VP24) o blaus (GP1,2). Les regions no codificants (NCR) es mostren en verd, amb les regions líder i tràiler indicades. El subíndex indica quina NCR viral es va utilitzar per unir les regions codificants. La regió de codificació del reporter (rep) es mostra en violeta.

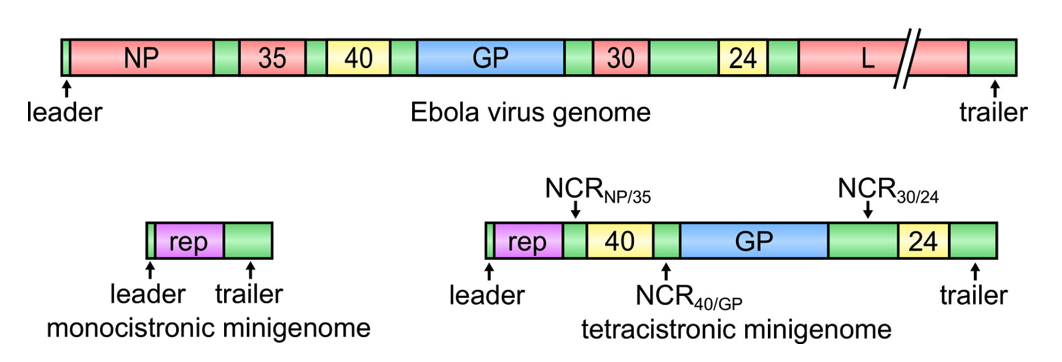
Estructura simplificada del genoma del virus de l'Ebola.

Per tal de veure a on i com actuen diverses proteïnes cofactor de polimerasa com la VP35, la VP30 i L o encara la VP40, s'han transfectat cèl·lules amb plasmidis d'expressió per a les proteïnes nucleocàpsides del virus Ebola (NP, VP35, VP30, L), un minigenoma tetracistrònic (mg) i la polimerasa T7. La transcripció inicial (a), l'encapsidació (b), la replicació del genoma (c) i la transcripció (d) així com la traducció (e) es produeixen com en un assaig de minigenoma monocistrònic. Tanmateix, a més de l'ARNm reporter, els ARNm de VP40, GP1,2 i VP24 també es transcriuen des del minigenoma tetracistrònic, donant lloc a la formació de trVLP (f). Aquests trVLP infecten cèl·lules diana que han estat pretransfectades amb plasmidis d'expressió per a les proteïnes nucleocàpsides NP, VP35, VP30 i L, així com el factor d'unió del virus de l'Ebola cel·lular Tim-1, donant lloc a la replicació i transcripció del genoma i la producció de trVLPs que s'utilitza per infectar cèl·lules diana fresques.

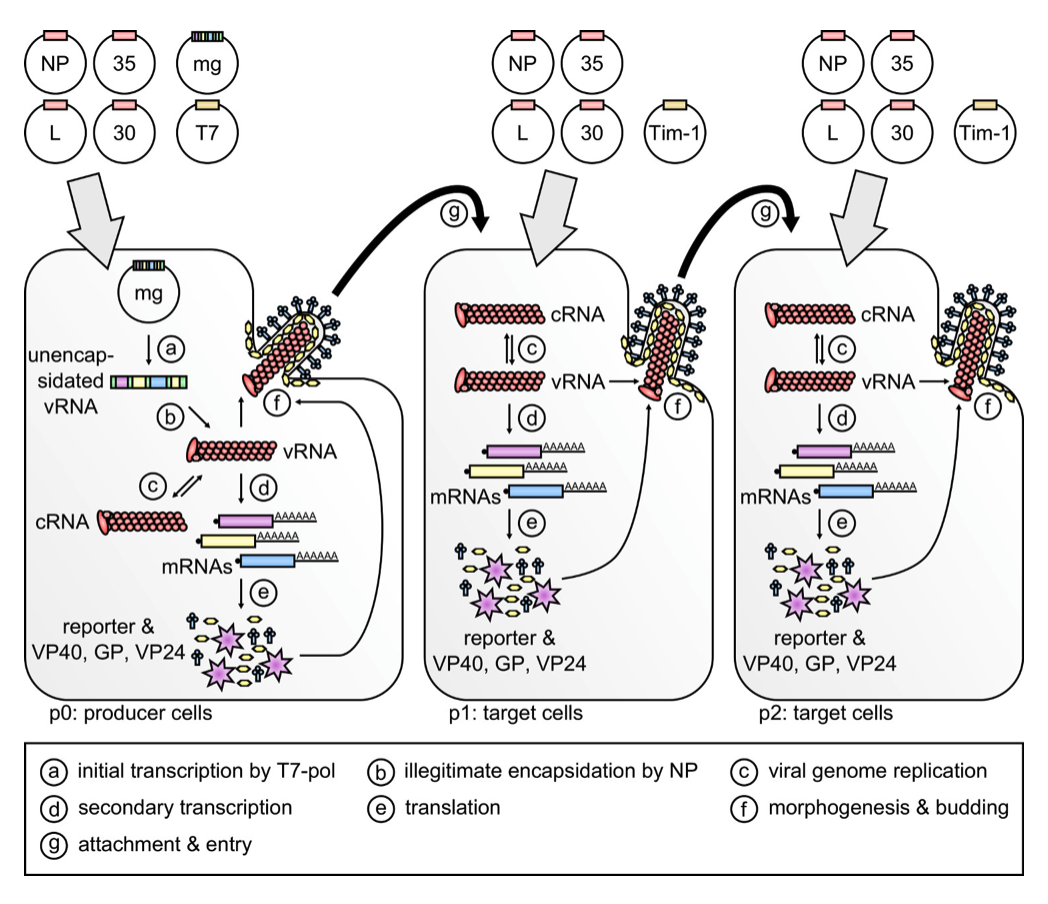
trVLP assaig amb tetracistrònic meningioma.

Aquest assaig trVLP tetracistrònic permet modelar el cicle de vida del virus Ebola durant diversos cicles infecciosos. És important destacar que els trVLP produïts en aquest sistema no contenen la informació genètica de les proteïnes nucleocàpsides NP, VP35, VP30 i L, que en conjunt constitueixen gairebé el 60% del genoma del virus de l'Ebola i són essencials per a la replicació viral. Més aviat, aquestes proteïnes s'han de proporcionar a les cèl·lules diana en trans dels plasmidis d'expressió, i qualsevol infecció de cèl·lules que no expressin les 4 proteïnes és abortiva. També és rellevant destacar que no hi ha evidència de recombinació genètica per a filovirus, i no hi ha regions homòlogues compartides entre el minigenoma tetracistrònic i els plasmidis d'expressió de les proteïnes nucleocàpsides. Per tant, no hi ha cap evidència pràctica ni cap base teòrica que pugui proporcionar la possibilitat de generar genomes del virus de l'Ebola de longitud completa que podrien donar lloc a la producció de virus d'Ebola infecciosos, fent que aquest sistema sigui segur per al seu ús en condicions BSL2.

## Història
El virus de l'Ebola va ser identificat per primer cop l’any 1976, quan es van donar dos brots consecutius de febre hemorràgica a diferents regions d’Àfrica Central. Un dels brots va ser identificat a un poblat de l’actual República Democràtica del Congo (abans Zaire) a prop del riu Ebola, que és el que li va donar nom al virus. L’altre brot es va produir a uns 850 km del poblat, en el que ara seria Sudan del Sud. Mostres de sang de pacients infectats amb Ebola van ser enviades a diversos laboratoris arreu del món per així poder identificar el patogen que produïa aquesta malaltia. Tot i que tant l’Ebola com el virus de Marburg, un altre virus de la mateixa família, produïen símptomes semblants (després d’estudiar ambdós virus es va veure que tenien la mateixa morfologia), van descobrir que les proteïnes virals d’aquests, que són components claus de l'estructura dels virus, no eren iguals; per tant, van poder distingir entre dos virus diferents de la mateixa família.
El virus de l’Ebola està format per ARN no segmentat. Són set els gens que conformen el seu genoma d’aproximadament 19kb (19.000 nucleòtids) i que codifiquen per les proteïnes següents: les proteïnes estructurals incloent la nucleoproteïna (NP), la glicoproteïna d’embolcall del virió i les proteïnes matrius VP24 i VP40; les proteïnes VP30 i VP35; i la proteïna polimerasa viral d’ARN.
L’EBOV-VP35 és una proteïna del virus de l'Ebola que va ser identificada per primer cop paral·lelament a l'estudi d'aquest virus. Les proteïnes de l'Ebola estan caracteritzades per la seva multifuncionalitat. La proteïna EBOV-VP35, per tant, té diverses funcions que s’han anat descobrint al llarg dels anys,i sobretot durant les últimes dècades que és quan se n'ha fet més recerca.
La proteïna EBOV-VP35 té un mecanisme específic d'inhibició del IRF3 (factor regulador de l'interferó 3); també lliga ARN bicatenari (dsRNA) que inhibeix la detecció del dsRNA viral mediada per RIG-I (receptor de reconeixement de patrons).
Les funcions inhibidores d’aquesta proteïna s’han donat a conèixer a mesura que s’han anat completant experiments i investigacions. Ara se sap que l’EVOB-VP35 és capaç d’inhibir que PACT (activador PKR) activi el RIG-I, a través d’un enllaç directe; que l’EVOB-VP35 pot enllaçar ARN bicatenari i que pot disminuir l’activació del RIG-I quan es dona una infecció, entre altres funcions relacionades.
Una altra funció coneguda de l’EBOV-VP35 és que té la propietat de realçar la transcripció de la replicació del virus, ja que és un cofactor indispensable del complex polimerasa d'aquest.

## Estructura

### Estructura primària
La proteïna EBOV-VP35 consta d’una estructura composta per 340 aminoàcids i una massa molecular d’uns 37,36 kDa. L'aminoàcid N-terminal és la metionina i l'aminoàcid C-terminal és la isoleucina.
La proteïna VP35, en ser una proteïna amb múltiples funcions, té diferents zones diferenciades a la seva seqüència aminoacídica.
Els primers 49 residus pertanyen a una regió que fa la funció de xaperona de la nucleoproteïna (de l'aminoàcid 33 al 48 torbem la regió per on l'NP s’enganxa). Dins d'aquesta regió, a més, trobem una zona de residus polars del primer aminoàcid a l'aminoàcid 21.
També trobem una zona (motif) formada per una petita seqüència de l'aminoàcid 71 al 75, que és necessària per a la interacció amb l’hoste DYNLL1.
A més d’aquestes regions, l’EBOV-VP35 té un domini inhibidor situat entre l’aminoàcid 215 fins a l’aminoàcid C-terminal, que s’encarrega de la unió amb el dsRNA; i té un altre domini, que s'encarrega de l’homo-oligomerització, que va dels aminoàcids 83 al 145.

### Estructura secundària i estructura terciària
La regió amb funció de xaperona és una estructura majoritàriament desordenada, ja que trobem una excepció entre els aminoàcids 24 i 33 on té una estructura d'hèlix α.

#### Domini d'oligomerització
El domini d’homo-oligomerització està format per estructures helicoidals; i destaca una zona de l'aminoàcid 96 al 116 on les hèlixs α formen una regió superenrotllada (coiled coil).
La unitat asimètrica d'aquest domini està composta per dotze cadenes proteiques disposades en una superestructura amb doble simetria rotacional. Cada cadena interior forma una hèlix α contínua. Els protòmers d’aquesta superestructura estan formats per l’associació antiparal·lela de dos trímers del domini. Aquests trímers formen conjunts de tres hèlixs α paral·leles. A cada trímer podem distingir dues meitats estructurals: l'extrem N-terminal i l'extrem C-terminal.
- L'extrem amino-terminal forma un conjunt regular paral·lel d’hèlix α superenrotllades, i és una regió amb una simetria de rotació de 3 plegaments.

La zona central d’aquesta regió forma la capa hidrofòbica del conjunt d’hèlix α, i està ocupada pels residus hidrofòbics: Phe83, Val86, Leu90, Leu93, Val96, Leu107, Ile111 i Leu114. També es troben residus polars com Gln100 i Ser104. A més, els ponts salins que es formen entre el residu Arg 110 i els residus Glu108 i Glu115 estabilitzen encara més el conjunt del trímer. L'estructura d’hèlix α superenrotllada es comença a desencadenar a causa de residus de prolina. És gràcies a aquest desenrotllament que aquest primer trímer pot unir-se al segon.
- L'extrem carboxil-terminal col·labora en la unió antiparal·lela entre el primer i el segon trímer gràcies als indicadors d’hexahistidina ordenats que formen extensions helicoidals a les hèlixs α centrals. Aquest extrem també té major plasticitat.

A més, l'oligomerització de la proteïna es pot veure afectada si aquesta regió superenrotllada sofreix un canvi en els seus residus de leucina, ja que aquest canvi provoca una oligomerització aberrant. En canvi, residus d'arginina en aquesta regió, l'estabilitzen gràcies a la seva implicació en la formació de ponts salins.

#### EBOV-VP35 IID
El domini inhibidor de l’EBOV-VP35, també anomenat VP35 IID, està format per dos subdominis clarament identificables que junts formen una única unitat estable. El subdomini N-terminal d’hèlix α consta d’un conjunt de 4 hèlixs, i el domini C-terminal de làmina β està format per quatre cadenes beta antiparal·leles, una hèlix α i una hèlix de poli-prolina tipus II.
A la superfície electroestàtica d’aquest domini trobem dues zones bàsiques. La primera zona bàsica es troba al subdomini helicoidal, i la segona al subdomini de làmina beta i conté Arg305, Lys 309 i  Arg312. Degut a la ubicació central de l’Arg312 aquesta segona zona bàsica es denomina la zona bàsica central. 
Comparacions estructurals han trobat que el subdomini helicoidal té una topologia similar a la d'altres proteïnes de funcions no relacionades, com les proteïnes piruvat carboxilasa o tiocianat hidrolasa; en canvi pel subdomini de làmina beta no s’han trobat similituds estructurals amb altres proteïnes. Això, suggereix un plegament únic per aquest domini d’unió al dsRNA. També s’ha trobat que les seqüències que corresponen als dos subdominis no es troben en combinació amb altres dominis. Per tant, tots dos subdominis són claus per l'estructura del VP35 IID.

### Estructura quaternària
Informació sobre l'estructura quaternària de la proteïna EBOV-VP35 és no concloent, havent-se trobat tant en organització homo-trimèrica, com en organització homo-tetramèrica.

## Funció
La proteïna VP35 du a terme diverses funcions relacionades amb la replicació i la virulència del virus. Principalment actua com a cofactor polimerasa, que replica el codi genètic del virus de l'Ebola. D'altra banda també actua bloquejant el factor de regulació de l'interferó IRF3 mitjançant la inhibició de les proteïnes IKBKE i TBK1 del hoste, impedint la fosforilació d'aquest factor, el que no permet l'expressió dels IFN-α/β (interferó alfa i l'interferó beta). Això provoca una disminució de la resposta antiviral en la cèl·lula hoste en bloquejar l'activació dels gens induïts per àcid retinoic RIG-I, receptor citosòlic responsable de la resposta de l'INF tipus I, fet que resulta clau en la virulència del virus. Aquests INF de tipus I, en circumstàncies normals serien secretats per activar el JAK-STAT signaling pathway, que estimula la transcripció dels gens sensibles a l'INF, que inclouen els encarregats de la síntesi de proteïnes antivirals com la proteïna cinasa R, l'oligoadenilato sintetasa (OAS) i les proteïnes Mx (antivirals gatekeepers). El VP35 també actua com a inhibidor de la proteïna quinasa R (PKR), ja que s'activa a l'entrar en contacte amb una doble cadena d'RNA vírica. La seva funció és impedir la seva replicació mitjançant la seva capacitat de fosforilar el factor elF2α, un catalitzador propi de les cèl·lules eucariotes que regula la síntesi de proteïnes i que faciliten la unió del tRNA amb les subunitats ribosomals, per la qual cosa dificulta l'obtenció dels pèptids necessaris per la replicació del virus. A més a més, la VP35 funciona com a inhibidor d'RNA interference, molècula d'RNA que forma part de la resposta immunitària contra les infeccions víriques en suprimir l'expressió de gens específics del codi genètic del virus.

### Relació de funció i estructura
Les anàlisis estructurals han identificat diverses regions del VP35 importants a nivell funcional:
- A la regió carboni terminal s'hi troba el que s'anomena interferon-inhibitor domain (IID), situat entre els aminoàcids 221 i 340, que inclou les regions per on es produeixen les interaccions amb l'RNA bicatenari del virus i el bloqueig de l'IFN-α/β.

- Dins del IID s'hi han trobat dues zones bàsiques (basic patches), una d'elles el central basic patch (CBP), crea contactes amb el dsRNA (bicatenari) i un hidrofòbic pocket, crea un " end-cap" als extrems terminals del dsRNA, ja que és un dels llocs per on s'uneixen les signal recognition particle (PRRs) de la cèl·lula hoste, que posteriorment activen els interferons de tipus I (INF-I). Si es produeix una mutació en aquest central basic patch la capacitat d'inhibició de l'IFN-α/β, queda bastant disminuïda.[25]

- L'altra zona se la coneix com a first basic patch (FBP) i és on es produeix principalment la funció de polimerase cofactor.

- Un altre domini proper a l'extrem amino terminal té funció de nucleoprotein chaperone.

- Entre els aminoàcids 83 i 145 es troba una zona essencial amb estructura d'hèlix alfa superenrotllada on es produeix l'homo-oligomerització, que s'encarrega de la síntesi de molècules complexes necessàries per a la replicació del virus.

### Interacció VP35 amb VP30
La fosforilació de la proteïna VP30 regula la transcripció i la replicació d'activitats del complex polimerasa creant un vincle amb el complex polimerasa via la interacció amb la polimerasa cofactor VP35.

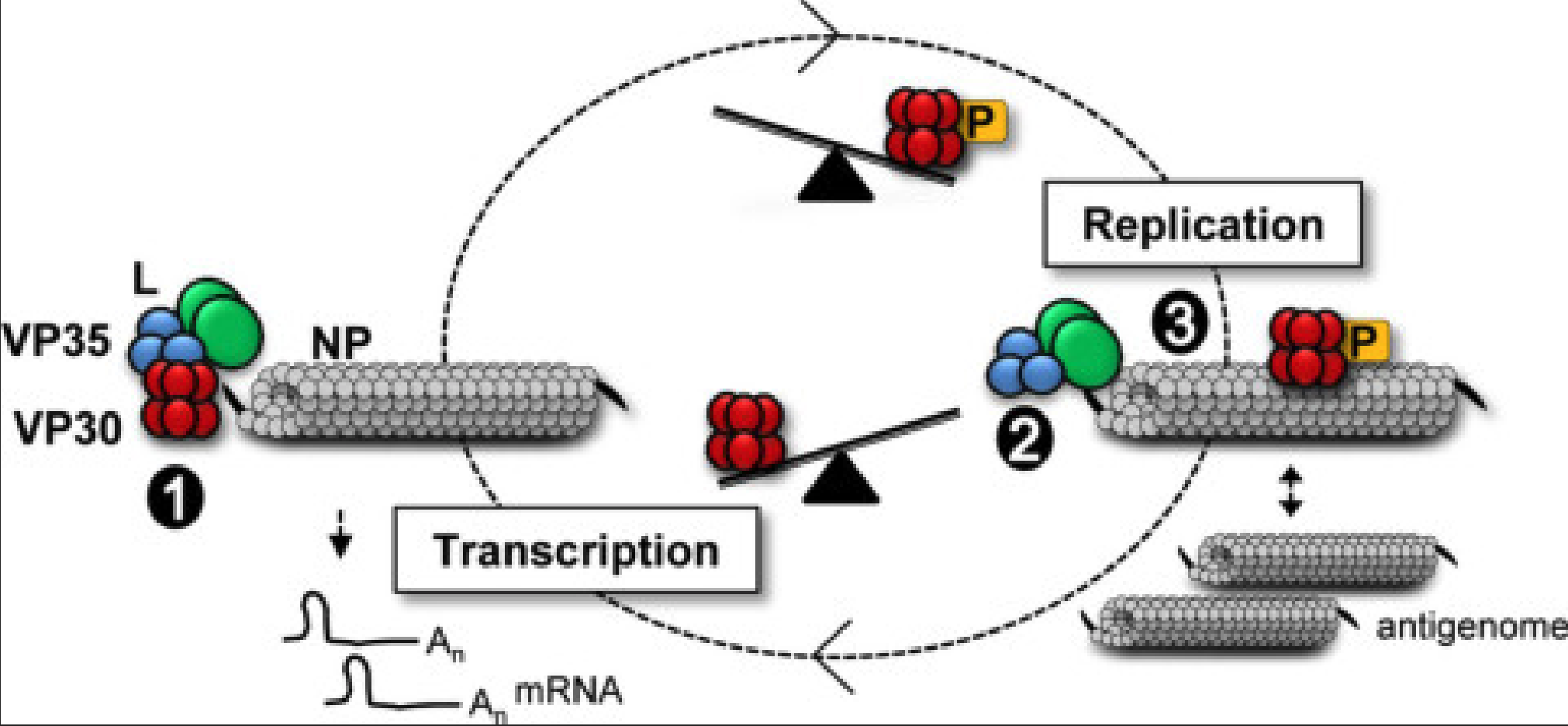
Aquest esquema ens descriu la interacció entre VP35 i VP30. Font : https://www.jbc.org/article/S0021-9258(20)67195-2/fulltext

La transcripció viral del genoma NP-encapsidat està feta per polimerasa L i cofactor polimerasa VP35 ajuntada amb VP30. El VP30 no fosforilat vincula el complex polimerasa viral via VP35. D'altra banda, la replicació viral té lloc en l'absència de VP30. La fosforilació de la VP30 lidera la dissociació de VP30 des del complex polimerasa a causa de la interacció de la VP35 amb la VP30. VP30 es queda en contacte amb el nucleocàpsid gràcies a la seva interacció amb NP. Aquest complex polimerasa VP30-less representa la replicasa viral.
Per exemple, les proteïnes P de la família de les Mononegavirals estan fosforilades i tenen un paper essencial en la transcripció i replicació viral actuant com a cofactors de la polimerasa, anàloga a EBOV-VP35. La fosforilació de la proteïna P a través de VP35 serveix com a interruptor molecular que permet equilibrar i regular la transcripció viral. No obstant això, els filovirus representen una excepció dins de l'ordre dels Mononegavirals perquè tenen un anàleg P no fosforilat o molt dèbilment, VP35, i una quarta proteïna nucleocàpsida addicional implicada en la síntesi d'ARN, VP30, que està fosforilada.

## La VP35 i l'Ebola
L'Ebola és un virus, membre de la família dels Filoviridae, que causa problemes amb la coagulació de la sang. Es coneix com a virus de la febre hemorràgica, perquè els problemes de coagulació provoquen hemorràgies internes, ja que la sang es filtra dels petits vasos sanguinis del cos. També provoca inflamació i danys als teixits, i actualment no hi ha cap tractament aprovat disponible.
El virus es contagia mitjançant el contacte directe amb els líquids corporals (sang, saliva, suor, llàgrimes, moc, vòmits, femta, llet materna, orina i semen) de les persones infectades amb ell. També es transmet tocant coses que han estat contaminades amb aquests líquids.
Des de la primera identificació del virus de l'Ebola l'any 1976, s’han pogut diferenciar sis espècies dins el gènere dels Ebolavirus (totes anomenades segons el lloc on es van identificar per primer cop): Zaire ebolavirus (ZEBOV) identificat l’any 1976; Sudan ebolavirus (SEBOV) també identificat l’any 1976; Bundibugyo ebolavirus (BEBOV) identificat l’any 2008; Tai Forest (Cote d’Ivoire) ebolavirus (CIEBOV) identificat l’any 1995;  Reston ebolavirus (RESTV) identificat l’any 1989 i que no ha estat demostrat que provoqui malaltia a l'humà, i Bombali ebolavirus identificat l’any 2018 que pot infectar cèl·lules humanes, però no ha estat demostrat ser patogènic. Les dues primeres espècies són la causa de la majoria de brots i també són les més patogèniques, ja que causen índexs de mortalitat de fins al 90%.
D'aquestes sis, la proteïna VP35 pertany al Zaire ebolavirus.
La VP35 pertany al grup de les proteïnes virals (VP). Aquestes són principalment responsables d'antagonitzar les proteïnes d'interferó (IFN) (i les vies de senyalització que impliquen els IFN i els gens estimulats per IFN, ISG), de manera que paralitzen les respostes immunitàries del cos humà. Entre les VP, l'EBOV-VP35 és la que antagonitza el màxim nombre de proteïnes humanes implicades en diferents vies de senyalització d'IFN i ISG. Per tant, el que fa és impedir la proliferació dels limfòcits T, fet que impedeix l'inici de respostes immunitàries adaptatives i facilita la replicació incontrolada i sistèmica del virus de l'Ebola.